# Савойський герб
Савойський герб — династійний герб італійського роду німецького походження Сайвоїв, який використовувався на гербах Савойського графства, Савойського герцогства, а згодом і Італійського королівства.

## Історія
Загалом Савойський герб був затверджений династійним символом Сайвойського дому, який тоді правив Савойським графством, у 1180-му році, залишаючись із династією всю її подальшу історію.

Графський герб Сайвоїв до 1180-го року
Герб Еммануїла-Філіберта
Герб Віктора Амадея I
Герб Віктора Амадея II
Герб Віктора Емануїла I

Після початку об'єднання Італії під Королівством Сардинія у 1861-му році, де правив Савойський дім, що увійшло у світову історіографію як Рісорджименто, Савойський герб, як герб правлячої династії, почав розміщатися на державну символіку новоствореного Королівства Італія.

Герб Королівства Італія (1861-1870)
Малий герб Королівства Італія (1890-1929/1944-1946)
Великий герб Королівства Італія (1870-1890)
Великий герб Королівства Італія (1890-1929/1944-1946)
Великий герб Королівства Італія (1929-1944)

У часи Другої світової війни, після виходу Королівства Італія з війни у 1943-му році, що спровокувало вторгнення у Італію німецьких військ із подальшим проголошенням Італійської Соціальної Республіки, символіка якої була суто національною із відмовою від монархічних елементів, що спровоковано зрадою династії Сайвоїв фашистського режиму Муссоліні, а тому Савойський герб пропав із усіх державних елементів ІСР.
Вже після Другої світової війни, коли Італія стала республікою, було прийнято рішення про розробку нового герба для Італійської Республіки, а головним правилом конкурсу було не використання на ньому жодної політичної символіки, бо республіканці не сильно любили савойський герб, адже він асоціювався із монархічним минулим Італії.

## Савойський герб у вексилології
Савойський герб можна знайти на прапорі Італійського королівства, де він знаходить по центру прапора, як символ правлячої Сайвойської династії.

Прапор Королівства Італія (1861-1946)